# Saruman
Saruman den hvide er en fiktiv person fra J.R.R. Tolkiens Ringenes Herre-univers.
Christopher Lee der spillede Saruman i Ringenes Herre-filmene og Hobbitten.
I filmene, såvel som i bøgerne, er han den øverste troldmand i Det Hvide Råd, som også Gandalf er medlem af. Saruman bliver dog fordærvet af Sauron og bliver ond. Herefter overtager Gandalf hans position som leder af rådet. I De to Tårne angriber Saruman Rohan med en hær på 10.000 uruk-haier men lider nederlag. I filmen Kongen vender tilbage er han med i starten, men bliver stukket ned af Grima (kaldet slangetunge) og dør inden han når at fortælle hvor Sauron vil angribe. I bogen flygter han dog til Hobbitrup, efter enterne har erobret hans fæstning, Isengard.